# 스웨트팬츠

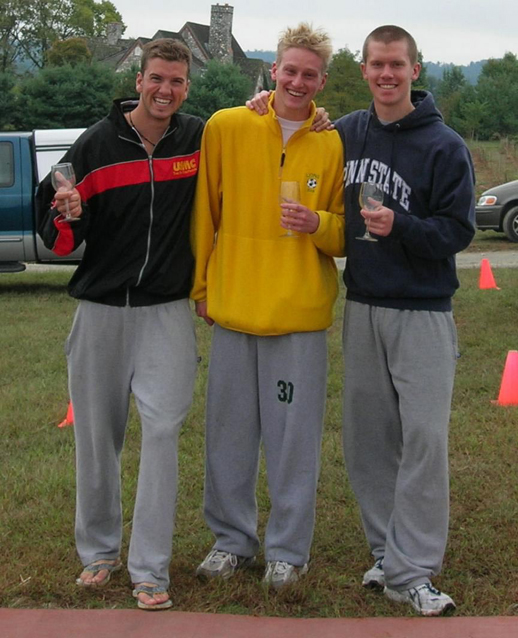
전통적인 회색 스웨트팬츠를 입은 젊은 남자들

스웨트팬츠(sweatpants)는 편안함이나 운동 목적으로 만들어진 캐주얼한 종류의 부드러운 바지이지만 현재는 다양한 상황에서 착용되고 있다.